# Репродукција
Репродукција или размножавање (прокреација, пропагација) биолошки је процес у којем родитељске јединке стварају слично или идентично потомство. Размножавање је фундаментално својство система који су познати као живот. Укратко, размножавање је једна од темељних диференцијалних одредница између живе и неживе супстанце. Иако неки кристали такође имају способност умножавања, за разлику од њих, жива бића остварују самообновљиво и саморегулаторно аутономно потомство. Тако остварују међугенерацијски генетички континуитет припадајуће врсте. Сваки појединачни организам постоји као резултат размножавања. Постоје два облика репродукције:
- Сексуална репродукција (генеративно размножавање) је биолошки процес у коме организми стварају потомке сличне себи јер независном расподелом хомологих хромозома у мејози нови организам добија неке особине од мушког а неке од женског родитеља.
- Асексуална репродукција (вегетативно размножавање) је биолошки процес у коме организам ствара митотичким деобама генетички идентичну копију (клон) без комбинације генетичког материјала са другим организмом.

Неке животиње, попут људи (сексуално зрели након адолесценције), имају мало потомака. Друге животиње се репродукују брзо, али многи потомци не преживе до одраслих доба. Зец (зрео после 8 месеци) има 10-30 потомака годишње, нилски крокодил (15 година) има 50, и неке врсте мува (10-14 дана) имају 900. Обе стратегије могу бити повлашћене у еволуцији: животиње са мало потомака могу провести време у њиховом одгајању и чувању и на тај начин смањити потребу за масовном репродукцијом. С друге стране, животиње са много потомака немају потребу да одгајају и чувају потомке.
Ове две стратегије познате су као K-селекција (мало потомака) и r-селекција (много потомака). Коју стратегију врсте преферирају зависи од разних околности.
Полна репродукција обично захтева сексуалну интеракцију два организама или њихових гамета.
У асексуалној репродукцији, сваки организам се може размножити и без учешћа другог организма. Оваква репродукција није ограничена само на једноћелијских организме. Клонирању организма је облик бесполне репродукције. Бесполном репродукцијом организам ствара своје генетички сличне или идентичне копије. Полна репродукција је обично праћена полном интеракцијом два организама или гамета исте врсте, по један од сваког пола, а за производњу потомачких организама чије су генетичке карактеристике изведене од својстава оба родитеља.

## Врсте размножавања
У животињском свету постоји два начина размножавања: бесполно и полно. Потомци наслеђују родитељске црте путем гена.
Бесполно размножавање се одвија без размене наследног материјала, при чему су новонастале јединке генотипски (по наслеђу) и фенотипски (по спољашњем изгледу) идентичне. Јединке које су настале бесполним размножавањем имају само једног родитеља. Бесполно размножавање се може одвијати деобом, регенерацијом или пупљењем.
Полно размножавање обухвата продукцију полних ћелија (гамета) при чему долази до размене наследног материјала. За овакво размножавање је потребно два родитеља различитих полова, а новонастале јединке представљају хибриде обоје, односно поседују помешане родитељске карактеристике. Након оплођења формира се зигот који пролази кроз фазе ембрионалног развића до излегања или рађања. Код полног размножавања новонастале јединке добијају по пола ДНК, или по пола гена, од сваког родитеља. Мушки родитељ обезбеђује половину гена, садржаних у сперматозоиду и његова улога је да оплоди јајну ћелију. Мајка, поред тога што садржи другу половину ДНК, за нову индивидуу мора да обезбеди залихе хране и заштиту.
У фамилијама социјалних инсеката долази до развића новог организма из неоплођене јајне ћелије – партеногенеза. То је размножавање где животиње добијају све гене од мајке и све су зато истог пола, увек женског.
Организми који се репродукују путем асексуалне репродукције имају тенденцију експоненцијалног раста. Међутим, пошто се они ослањају на мутације као извор варијација у њиховом ДНК, сви чланови врсте имају сличне слабе стране. Организми који се репродукују на полан начин имају мањи број потомака, али их мноштво варијација у њиховим генима чини мање подложним болестима.
Многи организми се могу репродуковати полно као и бесполно. Листне ваши, слузаве плесни, морска сасе, неке врсте морских звезда (путем фрагментације), и многе биљке су примери. Кад су фактори животне средине погодни, асексуална репродукција се примењује ради искориштавања повољних услова за опстанак, као што су изобиље хране, адекватна склоништа, повољна клима, одсуство болести, оптималан pH или одговарајућа мешавина других животних захтева. Популације ових организама се експоненцијално повећавају преко асексуалних репродуктивних стратегија ради потпуног искориштавања богатих ресурса.
Када се исцрпе извори хране, клима постане неповољна, или је индивидуални опстанак угрожен неким другим неповољним променама у животним условима, ови организми прелазе на сексуалне облике репродукције. Сексуална репродукција обезбеђује мешање генског фонда врсте. Варијације присутне у потомству полног размножавања омогућавају неким појединцима да се боље прилагоде за опстанак и да обезбеде механизам за селективно прилагођавање. Мејозна фаза сексуалног циклуса такође омогућава посебно ефикасну поправку ДНК оштећења (видети мејоза и ). Поред тога, сексуална репродукција обично доводи до стварања животне фазе која је у стању да поднесе услове који угрожавају потомство једног асексуалног родитеља. Тако, семе, споре, јаја, лутака, цисте или друге презимљујуће фазе сексуалне репродукције обезбеђују опстанак у неповољним временима и организам може да сачекака пролазак неповољне ситуације, док не дође до повратка на одрживо стање.

## Бесполно размножавање
Асексуална репродукција је процес у којем организми стварају генетички сличне или идентичне сопствене копије, без доприноса генетичког материјала неког другог организма. Бактерије се бесполно деле преко бинарне фисије; вируси преузму контролу над ћелијом домаћина да би произвели више вируса; хидра и квасац су у могућности да се размножавају пупљењем. Ови организми често не поседују различите полове, а способни су за „цепање“ у два или више сопствена примерака. Већина биљака имају способност за бесполну репродукцију, као и мрав врсте Mycocepurus smithii. Сматра се да се у потпуности и редовно размножавају асексуалним путем.
Неке врсте које се репродукују бесполно, као што су хидра и квасац могу то да чине и полно. На пример, већина биљака је способна за вегетативно размножавање – репродукцију без семена или спора, али се могу репродуковати и сексуално. Исто тако, бактерије могу размењивати генетичке информације, тј. рекомбиновати генетички материјал, путем повременог конјугирања.
Други начини асексуална репродукције укључују партеногенезу, фрагментацију и формирање спора, који укључују само митозу. Партеногенеза је раст и развој ембриона или семена без оплодње јајета сперматозоидом. Природно се јавља у неким врстама, укључујући и ниже биљке (где се назива апомиксија), бескичмењака (нпр. дафнија уши, неких пчела и паразитских оса) и кичмењака (нпр. неки рептили рибе, укључујући и ајкуле, а врло ретко и птица). Понекад се такође користи за описивање репродукције код хермафродитних врста, које се могу самостално оплодити.

## Полно размножавање
Полно размножавање је биолошки процес који ствара нове организме рекомбиновањем генетичког материјала два организама у процесу који почиње мејозом, специјализоване ћелијске деобе за производњу хаплоидних гамета од диплоидних соматских ћелија. Тако спајањем гамета у зигот, сваки од два родитељска организама доприноси половини генетичке конституције потомака. Већина организама формирају две различите врсте гамета.
- Код анисогамних врста (неједнаких гамета), два пола се називају мушки (производи сперму или микроспоре) и женски (производи јаја или мегаспоре).
- Код изогамних врста гамети су слични или идентични по облику (изогамети), али могу имати и различита својства, а онда се означавају различитим именима. На примјер, код зелене алге, Chlamydomonas reinhardtii, постоје "плус" и "минус" гамети. Неколико врста организама, као што су цилијате (нпр. Paramecium aurelia), имају више од две врсте "полова", под називом сингени.

Већина животиња (укључујући и људе) и биљке размножавају се полно. Приликом полне репродукције родитељски организми доносе потомцима различите скупове гена за сваку особину (алеле, на основу којих се ствара генотип, који се, у интеракцији са спољашњим факторима, испољава као фенотип. Потомци наслеђују по један алел за сваку особину од сваког родитеља, чиме се осигурава да потомство има комбинацију гена родитеља. Биолошки смисао диплоидног стања омогућује постојање по две копије сваког гена у организму, па се сматра да „маскирање штетних алела погодује еволуцији доминантне диплоидне фазе у организама који су наизменично у хаплоидној и диплоидној фази“ (где се рекомбинације слободно јављају).
Маховине (Bryophyte) се размножавају полно, али се обично јављају животне форме које су све хаплоидне, од којих настају гамети. Зиготи од полних ћелија се развијају и спорангије, које производе хаплоидне споре. Диплоидна фаза је релативно кратка у односу на хаплоидну, односно постоји доминација хаплоида. Бриофитими и даље одржавају сексуалну репродукцију током своје еволуције, упркос чињеници да у хаплоидној фази уопште нема хетерозиса. То може бити пример да сексуална репродукција има већу предност сама по себи, јер омогућава рекомбинацију гена између више локуса) међу различитим члановима врста, који омогућава бољу адаптивну вредност, што даје предност у условима природног одабирања, уз могућност појаве нових хибрида или рекомбинаната и у хаплоидној форми. Постоје многи облици динамике репродукције и достизања полне зрелости.
Неке животиње, попут људи (сексуално зрели након адолесценције), имају мало потомака. Друге животиње се репродуцирају брзо, али многи потомци не преживе до одраслих доба. Зец (зрео након 8 мјесеци) има 10-30 потомака годишње, Нилски крокодил (15 година) има 50, и неке врсте мува (10-14 дана) имају 900. Обе стратегије могу бити повлаштене у процесу еволуције: животиње са мало потомака морају да проведу време одгајању и чувању и тако смањују потребу за репродукцијом великих размера. С друге стране, животиње са много потомака не одгајају и не чувају своје потомство. Процењује се да би од једног пара сићушних винских мушица, ако би преживело њихово потомство свих генерација, популација мушица достигла такву величину да би прекрила целокупну површину планете Земље.

### Алогамија
Алогамија је фертилизација комбинације гамета од два родитеља, генерално овума једне индивидуе са сперматозоидом друге. (Код изогамних врста, два гамета два гамета се не дефинишу као било сперма или овум.)

### Аутогамија
Самооплођење, исто тако познато као аутогамија, се јавља код хермафродитских организама где два гамета која се спајају при фертилизацији потичу од исте индивидуе, нпр., многе васкуларне биљке, неке фораминифере, као и неки трепљари. Термин „аутогамија“ се понекад супституише са аутогамном полинацијом (која не мора нужно довести до успешне фертилизације) и описује самополинацију унутар једног цвета, што се разликује од геитоногамне полинације, трансфера полена на различите светове на истој цветајућој биљци, или унутар једне једнодомне голосеменичне биљке.

### Митоза и мејоза
Митоза и мејоза су типови ћелијске деобе. Митоза се јавља код соматичних ћелија, док се мејоза јавља код гамета.
Митоза
Резултантни број ћелија у митози двоструко је већи од броја оригиналних ћелија. Број хромозома у потомачким ћелијама је исти као и код родитељске ћелије.
Мејоза
Резултантни број ћелија је четвороструки број почетних ћелија. Овим процесом се формирају ћелије са половином броја хромозома присутних у родитељским ћелијама. Диплоидне ћелије дуплирају себе, затим пролазе кроз две поделе (тетраплоид до диплоида и до хаплоида), у процесу формирања четири хаплоидне ћелије. Овај процес се јавља у две фазе, мезоза I и мејоза II.

## Исти пол
Током задњих деценија, биолози развића су истраживали и развили технике које омогућавају репродукцију истог пола. Очевидни приступи, који су предмет све веће активности, су женски сперматозоиди и мушке јајне ћелије, при чему су женски сперматозоиди ближи практичној примени код људи, имајући у виду да су јапански научници већ креирали женске сперматозоиде код кокошки. „Међутим, однос произведених сперматозоида који садрже W хромозом је пао знатно испод очекивања. Стога је изведен закључак да се већина W-носећих PGC не може диференцирати у сперматозоиде услед ограничене сперматогенезе.“ Године 2004. је путем промене функције неколико гена који учествују у обележавању, друга група јапанских научника успешно комбиновала два мишја јаја и произвела ћерке мишева.

## Стратегије
Постоји широко опсег репродуктивних стратегија које користе различите врсте. Неке животиње, као што су људи и блуне, не досежу полну зрелост током много година након рођења, а чак и тада производе малобројно потомство. Друге врсте се брзо репродукују; али под нормалним околностима веома мали број потомака преживи до одраслог доба. На пример, кунић (зрео после 8 месеци) може да произведе 10–30 потомака годишње, а воћна мушица (зрела након 10–14 дана) може да произведе 900 потомака годишње. Која од ове две стратегије је еволуционо преферентна зависи од мноштва чинилаца. Животиње са малим потомством могу да посвете више ресурса неговању и заштити сваког појединачног потомка, чиме се смањује потреба за мноштвом потомака. С друге стране, животиње са многобројним потомцима могу да посвете мање ресурса сваком појединачном потомку. За ове типове животиња уобичајено је да многи потомци умиру убрзо након рођења, али довољно њих обично преживи да се одржи популација. Неки организми, као што су медоносне пчеле и воћне мушице, задржавају сперму у процесу који се зове сперматозоидно складиштење, чиме се повећава трајање њихове плодности.

### Други типови
- Полициклусне животиње се репродукују на махове током целог свог живота.
- Семелпарни организми се репродукују само једном током свог животног века, као што је то случај код једногодишњих биљки (укључујући све житаричне усеве), и поједине врсте салмона, паука, бамбуом и вековном биљком. Оне често умиру убрзо након репродукције. Ови је често везано за р-стратегије.
- Итеропарни организми производе потомство у сукцесивним (нпр. годишњим или сезонским) циклусима, као што су вишегодишња биљке. Итеропарне животиње опстају током вишеструких сезона (или периодичних промена услова). Ово се превасходно везује за К-стратегије.

## Живот без репродукције
Постојање живота без репродукције је предмет неких спекулација. Биолошка студија начина на који су при настанку живота произведени репродукујући организми из нерепродукујућих елемената се назива абиогенеза. Без обзира да ли је било неколико независних абиогенетских догађаја, биолози верују да је последњи универзални предак за сав садашњи живот на Земљи живео око пре 3,5 милијарди година.
Научници су спекулисали о могућности стварања живота нерепродуктивно у лабораторији. Неколико научника је успешно произвело једноставне вирусе од потпуно неживог материјала. Међутим, вируси се обично сматрају неживим, да су они ништа више од мало РНК или ДНК у протеинској капсули. Они немају метаболизам и једино могу да се репликују уз помоћ отете ћелијске метаболичке машинерије.
Производња истински живог организма (нпр. једноставне бактерије) без предака би био много сложенији задатак, али можда је могућ у извесној мери на бази садашњег биолошког знања. А синтетички геном је био премештен у постојећу бактерију где је заменио природну ДНК, што је довело до вештачке производње новог M. mycoides организма.
Постоје неке дебате у научној заједници о томе да ли се ова ћелија може сматрати потпуно синтетичком имајући у виду да је хемијски синтетисани геном био скоро идентична копија генома који се јавља у природи, и да је прималачка ћелија била бактерија која се јавља у природи. Институт Крега Вентера користи термин „синтетичка бактеријска ћелија“ мада они исто тако разјашњавају „... ми не сматрамо ово „стварањем живота од нуле“ већ смо ми креирали нови живот почевши од већ постојећег живота користећи синтетичку ДНК“. Вентер планира да патентира своје експерименталне ћелије, наводећи да су оне „прилично јасно људски изуми“. Њихови креатори сугеришу да би формирање синтетичког живота омогућило истраживачима да стекну нова знања о животу путем његове изградње, уместо само његовог растављања на делове. Они такође предлажу растезање границе између живота и машина док се два термина не преклопе настанком „истински програмибилних организама“. Истраживачи који учествују у овом раду наводе да ће стварање „истински синтетичког биохемијске живота“ постати могуће у релативно блиској будућности.